# 1. deild 1985 (Fær Øer)
L'edizione 1985 della 1. deild vide la vittoria finale del B68 di Toftir.

## Classifica finale
|   | Classifica      | G  | V | N | P  | GF | GS | Dif | Pt |
| - | --------------- | -- | - | - | -- | -- | -- | --- | -- |
| 1 | B68 Toftir      | 14 | 8 | 5 | 1  | 19 | 07 | 12  | 21 |
| 2 | HB Tórshavn     | 14 | 9 | 1 | 4  | 24 | 15 | 9   | 19 |
| 3 | KÍ Klaksvík     | 14 | 9 | 1 | 4  | 19 | 11 | 8   | 19 |
| 4 | Leirvík ÍF      | 14 | 5 | 4 | 5  | 21 | 18 | 3   | 14 |
| 5 | GÍ Gøta         | 14 | 5 | 3 | 6  | 27 | 21 | 6   | 13 |
| 6 | NSÍ Runavík     | 14 | 4 | 3 | 7  | 13 | 16 | -3  | 13 |
| 7 | TB Tvøroyri     | 14 | 3 | 4 | 7  | 11 | 20 | -9  | 10 |
| 8 | ÍF Fuglafjørður | 14 | 2 | 1 | 11 | 9  | 35 | -26 | 5  |

G = Partite giocate; V = Vittorie; N = Nulle/Pareggi; P = Perse; GF = Goal fatti; GS = Goal subiti; DIF = Differenza reti, PT = Punti

### Verdetti
- B68 Toftir campione delle Isole Fær Øer 1985
- ÍF Fuglafjørður retrocesso in 2. deild